# Edda Mussolini
Edda Mussolini (Forlì, Olaszország, 1910. szeptember 10. – Róma, 1995. április 9.) Benito Mussolini olasz fasiszta politikus, Olaszország diktátori hatalmú miniszterelnökének elsőszülött lánya, gróf Galeazzo Ciano olasz fasiszta politikus, külügyminiszter felesége.

## Élete
1910. szeptember 10-én, Romagna tartomány Forlì nevű városában, az olasz fasiszta diktátor, Benito Mussolini másodszülött gyermekeként látta meg a napvilágot, anyja pedig Rachele Guidi volt, Mussolini szeretője, később második felesége. Eddának volt egy féltestvére (Benito Albino Mussolini) is, apja előző feleségétől, Ida Dalsertől. A lány szülei csak 1915 decemberében házasodtak össze, majdnem hatévnyi együttélés után. Eddának még egy húga (Anna Maria) és három öccse (Viktor, Bruno, Romano) is született.
Kisgyermekként Edda édesanyjával kettesben élt Forlì városában, miközben Benito Mussolini az Il Popolo d'Italia című lap szerkesztőjeként tevékenykedett Milánóban. 1922 októberében Mussolini lett Olaszország miniszterelnöke, 1925 januárja után pedig az ország diktátorává is vált. Még az év márciusában Rachele és gyermekei – beleértve Eddát is – Milánóból Carpegnába költöztek, majd pedig 1929 novemberében Rómába, hogy ott végre együtt élhessenek a diktátorral.
Ami Edda ifjúkori viselkedését illeti, úgy tartották, rendkívül önző, és lázadó természetű teremtés volt. Erős akaratú édesapja igen megnehezítette leánya számára, hogy udvarlót tartson, mivel a férfiak, akik közelíteni próbáltak Eddához, mindig megrettentek a félelmetes Mussolinitől. Leginkább úgy jellemezték a lányt, hogy szókimondó és nagyképű. Rómában történt, hogy a lány megismerkedett Galeazzo Ciano gróffal, Constanzo Ciano gróf, admirális és elkötelezett fasiszta fiával. Constanzo gróf Mussolini egyik hű támogatójának bizonyult, segítve őt mindenben, mielőtt a diktátor, emberei gyűrűjében, diadalittasan bevonult volna Rómába Marcia su Roma.
A szerelmesek 1930. április 24-én egybekeltek egy pazar ceremónia keretében, 4000 vendég jelenlétében. Galeazzót apósa kinevezte Olaszország sanghaji konzuljává, nagyjából egyidőben első fiuk, Fabrizio születésével, aki 1931. október 1-jén jött világra. Utána még két gyermekük született: Raimonda 1933-ban, és Marzio 1937-ben. 1932-ben a házaspár és gyermekük visszaköltözött Olaszországba, ahol a grófot Mussolini kinevezte az ország külügyminiszterévé. Egyes vélekedések szerint, ami a pár magánéletét illeti, nyitott házasság volt az övék, s a gróf köztudottan több szeretőt is tartott, akárcsak Edda. (Ennek ellenére Mussolini kedvelte hűtlen vejét, s továbbra is egyengette annak politikai karrierjét.)
1939. szeptember elsején kitört a második világháború, ám előtte még júniusban az olasz hadsereg beözönlött Albániába, ahol az egyik várost, olaszul Santi Quarantát a megszálló csapatok Edda tiszteletére átkeresztelték Porto Eddává. Ezek után a Time magazin 1939. július 24-i számának címlapján Eddát úgy ábrázolták, mint ,,Lady Tengely"-t. 
A görög–olasz háború során Edda ragaszkodott hozzá, hogy csatlakozzon az Olasz Vöröskereszthez. 1941. március 14-én a grófné megkezdte jószolgálati tevékenységét egy albán kikötőváros, Valona (mai nevén: Vlora) közelében horgonyzó Po nevű kórházhajón. A hajót a brit légierő repülőgépei egy ellenséges hadi cselekmény következtében elsüllyesztették. Számos utas életét vesztette, ám Edda túlélte a támadást, a vízbe ugorva kiúszott a partra, és szerencsésen megmenekült.
Az őt ért megrázkódtatás ellenére, egészen 1943-ig továbbra is a Vöröskeresztnél tevékenykedett.
Meg nem erősített értesülések szerint Heinrich Himmler 1943-ban tiszteletbeli SS-führernő (SS Ehrenführerin) rangot adott Eddának, de ezt dokumentumokkal mostanáig nem sikerült alátámasztani.
A a grófné épp az Adriai-tengeren tartózkodott, üzenetet kapott öccse, Bruno Mussolini halálhíréről, aki 1943 augusztusában hunyt el.
1943 júliusában, amikor már a Fasiszta Nagytanács tagjai is nyíltan kifejezték a Mussolinivel szembeni ellentéteiket, meglepő módon, a diktátor veje, Ciano gróf is egyetértett velük és ő is apósa ellen voksolt. Cianót bebörtönözték, majd pedig 1944. január 11-én ki is végezték.
Eddának, nagy veszélyek árán ugyan, de sikerült kicsempésznie Olaszországból férje háborús visszaemlékezéseit tartalmazó naplóját, melyet ruhája alá rejtett. A Chicago Daily News háborús tudósítója, Paul Ghali tudomást szerzett róla, hogy a háború vége felé Eddát egy svájci kolostorba, Neggióba ,,internálták". (Ilyen körülmények között Ghali segített a grófnénak abban, hogy elhunyt férje naplójának részleteit közzétehessék nyomtatott formában is.)

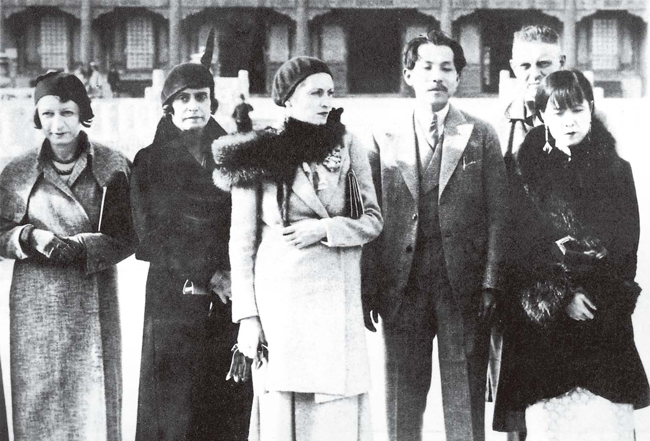
Edda Mussolini középen

A naplórészletek elsősorban szigorúan titkos politikai információkat tartalmaznak, ám egyes lapjain a gróf magánéleti dolgairól is van bennük szó.
Miután Edda visszatért Svájcból hazájába, Olaszországba, politikai okokból őrizetbe vették, és Lipari szigetén tartották fogva, majd 1945. december 20-án kétévi börtönbüntetésre ítélték, a fasizmust támogató tevékenysége miatt.
Az asszony önéletrajzi dokumentuma 1975-ben került a könyvesboltokba. Eredeti címe La mia vita (Életem) volt, majd a londoni Weidenfeld & Nicolson adta ki angol nyelven, My Truth (Az én igazságom) címen.
Az özvegy grófné 1995. április 9-én, 84 éves korában hunyt el Rómában.

## További információ
- Olasz film Edda Ciano Mussoliniról (mult-kor.hu, 2004. október 25.)